# Liste der Biosphärenreservate ohne Kontinentalbezug
Auf dieser Seite sind nach Staaten geordnet die Stätten ohne Kontinentalbezug aufgelistet, die von der UNESCO im Rahmen des Programms Man and the Biosphere (MAB, Der Mensch und die Biosphäre) als Biosphärenreservat anerkannt wurden. 
Die Zahl am Anfang jeder Zeile bezeichnet das Jahr der Anerkennung der Stätte als UNESCO-Biosphärenreservat.

## Australien
- 1977 – Macquarie Island (bis 2011)

## Portugal
- 2007 – Insel Corvo
- 2007 – Insel Graciosa
- 2009 – Insel Flores
- 2011 – Santana (Madeira)